# 血染雪山堡
《血染雪山堡》（英語：Where Eagles Dare）是阿利斯泰尔·麦克林在1967年发布的一部小说。它讲述的是盟军高层派一支小分队解救一个美国将军（实际上由一个美军士兵假扮）以揪出潜伏在盟军里面的德国间谍的故事。1968年，本小说被拍成了同名电影。

## 内容简介
为了找出潜伏在盟军阵营的德国间谍，大概在1943年年末和1944年年初的一天，盟军故意让一名由美军士兵扮演的“美国陆军准将”乔治·卡纳比被德军俘虏，随后他被关押在霍亨维尔芬城堡。随后英国秘密情报局的罗兰海军上将和特纳陆军上校派出一支7个人的小分队前去营救乔治·卡纳比“准将”。这7个人里面有英军少校约翰·史密斯和美国陆军中尉莫里斯·谢弗,这6个人里面只有约翰·史密斯知道乔治·卡纳比的准将军衔是假的。与此同时，在霍亨维尔芬城堡附近，有玛丽·埃里森暗地里帮助他们执行任务，这只有约翰·史密斯知道。
7人小分队降落后，麦弗逊生和无线电操作员哈罗德神秘死亡，约翰·史密斯、莫里斯·谢弗和剩下的3个人托马斯、伯克利、克里斯琴森设法混入了霍亨维尔芬城堡，德国国防军将军罗泽迈尔抵达了城堡，见到了负责城堡安全的党卫队少校克莱默和盖世太保少校哈朋。
随后经过一番与德军的斗争斗勇，约翰·史密斯、莫里斯·谢弗发现托马斯、伯克利、克里斯琴森时德国间谍，约翰·史密斯、莫里斯·谢弗设法击毙了德国国防军将军罗泽迈尔、党卫队少校克莱默、盖世太保少校哈朋，并和玛丽·埃里森、卡特莱特·琼斯（乔治·卡纳比的假扮者）逃出了霍亨维尔芬城堡，途中托马斯、伯克利、克里斯琴森试图逃脱而自取灭亡。
在回国的飞机上，约翰·史密斯指出特纳陆军上校是间谍，特纳陆军上校在回国受审和自杀之间选择了自杀。